# Michael Joseph O'Rahilly

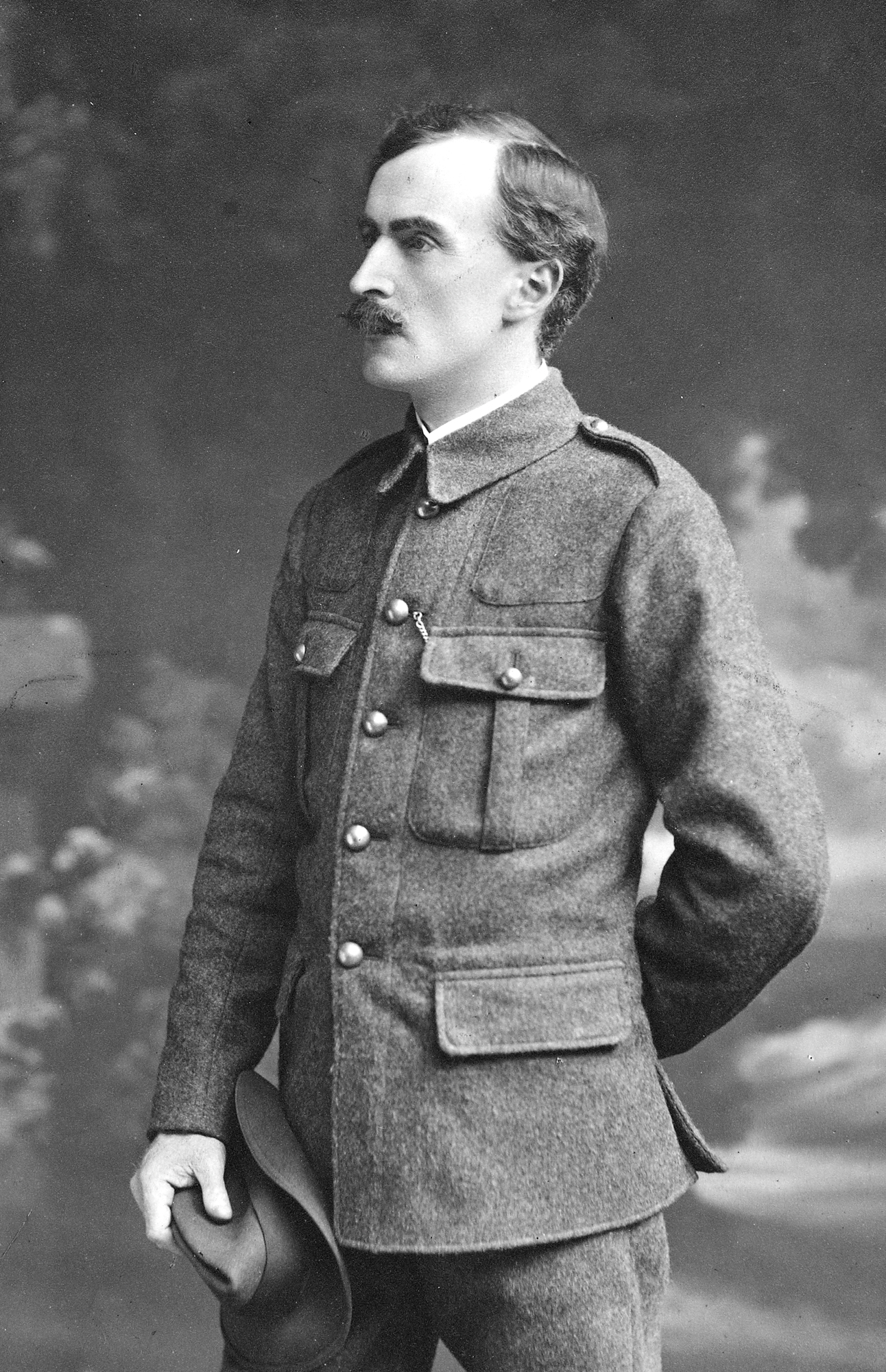
Michael Joseph O'Rahilly (The O'Rahilly) hacia 1913-1916

Michael Joseph O'Rahilly (en irlandés: Mícheál Seosamh Ó Rathaille o Ua Rathghaille; 22 de abril de 1875 - 29 de abril de 1916), conocido como The O'Rahilly, fue un republicano y nacionalista irlandés. Fue miembro fundador de los Voluntarios Irlandeses en 1913 y ejerció como director de Armas. A pesar de oponerse a la acción, participó en el Levantamiento de Pascua en Dublín y fue asesinado en un cargo en un puesto de ametralladora británico que cubría la retirada de la Oficina General de Correos de Dublín (GPO) durante la lucha.

## Biografía

### Primeros años
O'Rahilly nació en Ballylongford, Condado de Kerry, hijo de Richard Rahilly, un tendero, y Ellen Rahilly (apellido de soltera Mangan). O'Rahilly se educó en Clongowes Wood College (1890-1893). Tenía dos hermanos que vivieron hasta la edad adulta, Mary Ellen "Nell" Humphreys (Rahilly) y Anno O'Rahilly, quienes estuvieron activos en el período revolucionario irlandés. Como adulto, se convirtió en republicano y entusiasta del idioma. Se unió a la Liga Gaélica y se convirtió en miembro de An Coiste Gnotha, su órgano rector. Viajó mucho, pasó al menos una década en los Estados Unidos y en Europa antes de establecerse en Dublín.
O'Rahilly fue miembro fundador de los Voluntarios Irlandeses en 1913, que se organizó para trabajar por la independencia de Irlanda y resistir la propuesta de la Home Rule; ejerció como el IV director de Armas. Dirigió personalmente el primer gran armamento de los Voluntarios Irlandeses, el desembarco de 900 Mausers en el tiroteo de Howth el 26 de julio de 1914.
O'Rahilly era un hombre rico; The Weekly Irish Times informó después del Levantamiento de Pascua que "disfrutaba de un ingreso privado de £900" por año, muchos de los cuales fueron para "la causa que defendió".

### Voluntarios irlandeses
O'Rahilly no participó en los planes para el Levantamiento de Pascua, ni fue miembro de la Hermandad Republicana Irlandesa (IRB), pero fue una de las principales personas que entrenó a los voluntarios irlandeses para la rebelión que se acercaba. Los planificadores del alzamiento hicieron todo lo posible para evitar que aquellos líderes de los voluntarios que se oponían a la acción unilateral y no provocada supieran que un aumento era inminente, incluidos su Jefe de Gabinete Eoin MacNeill, Bulmer Hobson y O'Rahilly. Cuando Hobson descubrió que se había planeado una insurrección, fue secuestrado por los líderes del Consejo Militar.
Al enterarse de esto, O'Rahilly fue a la escuela de Patrick Pearse, Scoil Éanna, el Viernes Santo. Irrumpió en el estudio de Pearse, blandiendo su revólver cuando anunció: "¡Quienquiera que me rapte tendrá que ser más rápido!". Pearse calmó a O'Rahilly, asegurándole que Hobson estaba ileso y que sería liberado después de que comenzara el levantamiento.
O'Rahilly recibió instrucciones de MacNeill y pasó la noche conduciendo por todo el país, informando a los líderes voluntarios en Cork, Kerry, Tipperary y Limerick que no debían movilizar sus fuerzas para las maniobras planificadas el domingo.